# Biserica de lemn din Buzaș

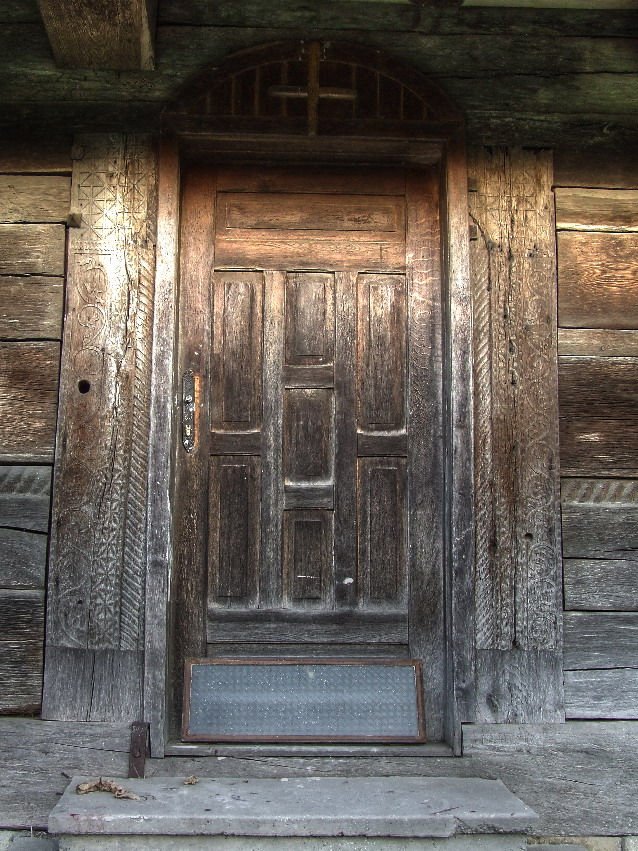
Biserica de lemn din Buzaș, în prezent în Săliștea Nouă. Portalul intrării din axul bisericii, 2008

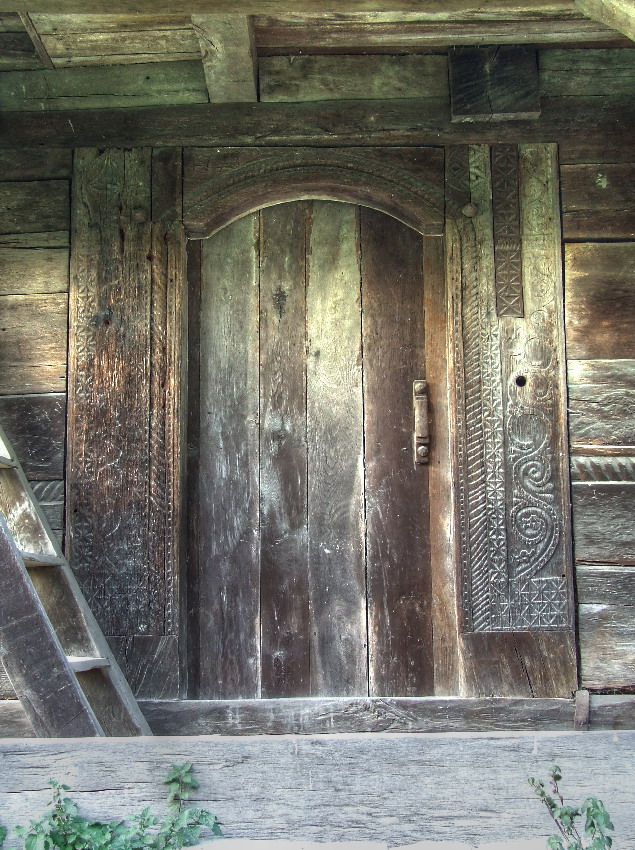
Biserica de lemn din Buzaș, în prezent în Săliștea Nouă. Portalul intrării din sudul bisericii, 2008

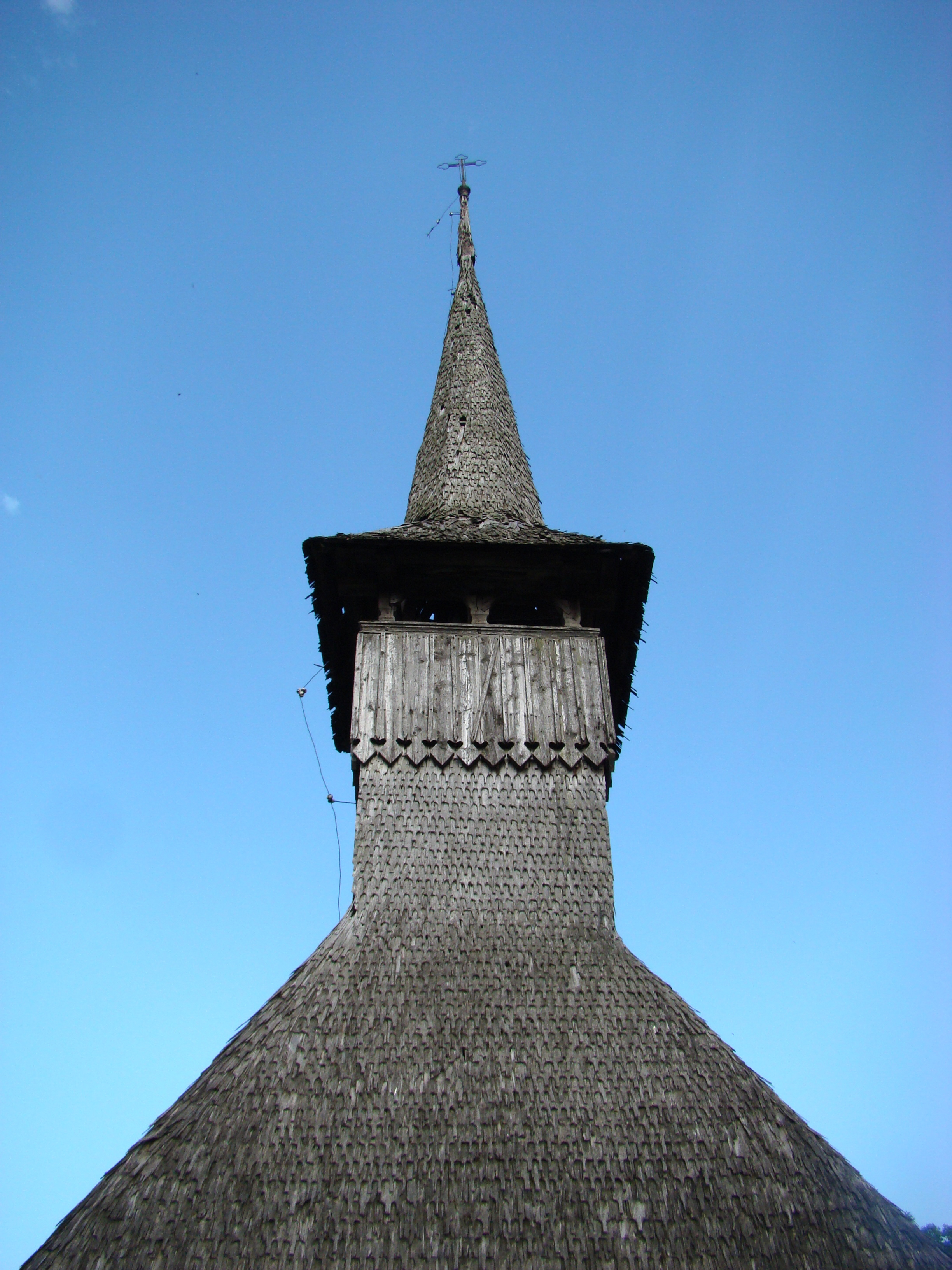
Turnul-clopotniță

Biserica de lemn din Buzaș, județul Sălaj, se află în prezent în localitatea Săliște Nouă din județul Cluj unde a fost adusă după 1970 din satul Buzaș, Sălaj. Ea este datată din 1798 sau anterior acestui an. Biserica se află pe noua listă a monumentelor istorice sub codul LMI: cod LMI CJ-II-m-B-07749.

## Galerie de imagini

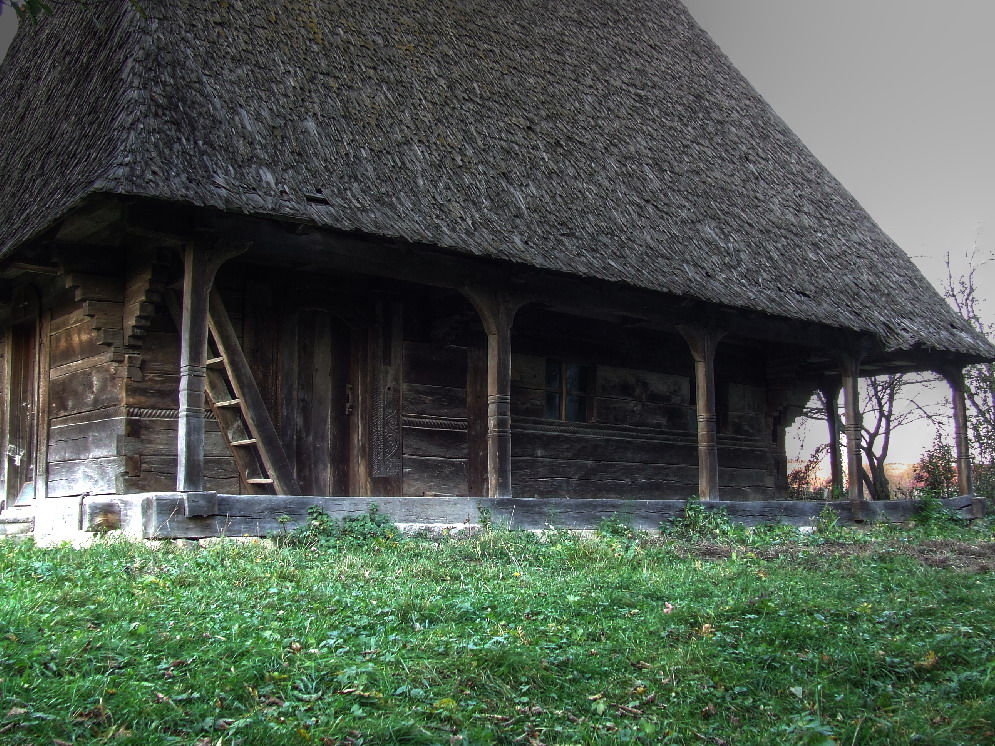
Prispa bisericii
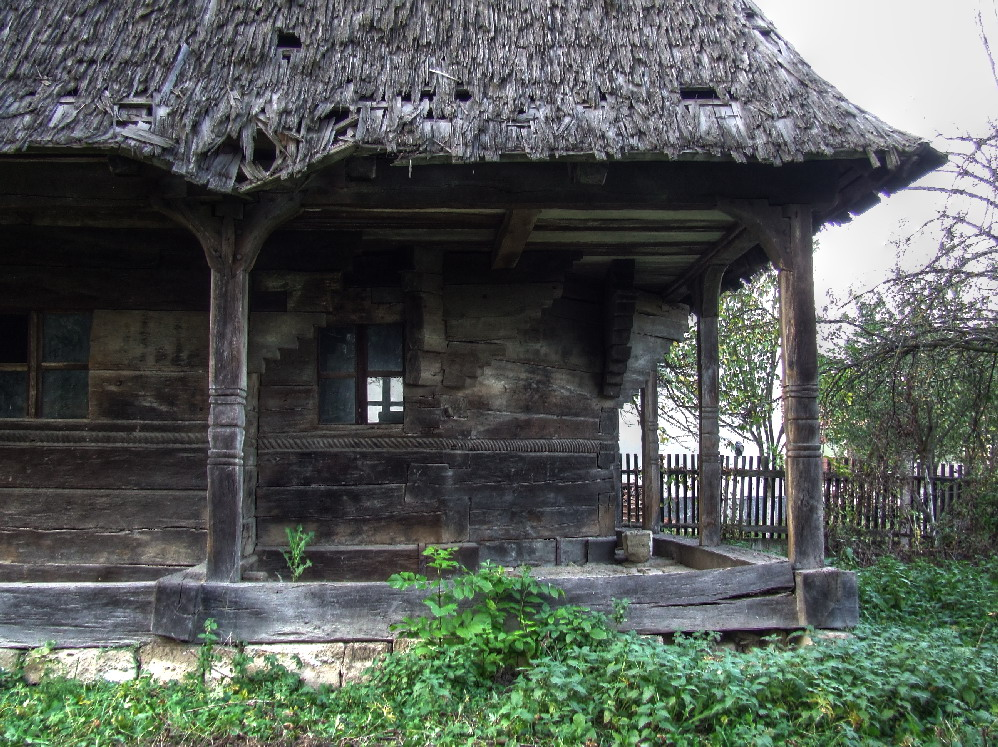
Vedere laterală a absidei altarului
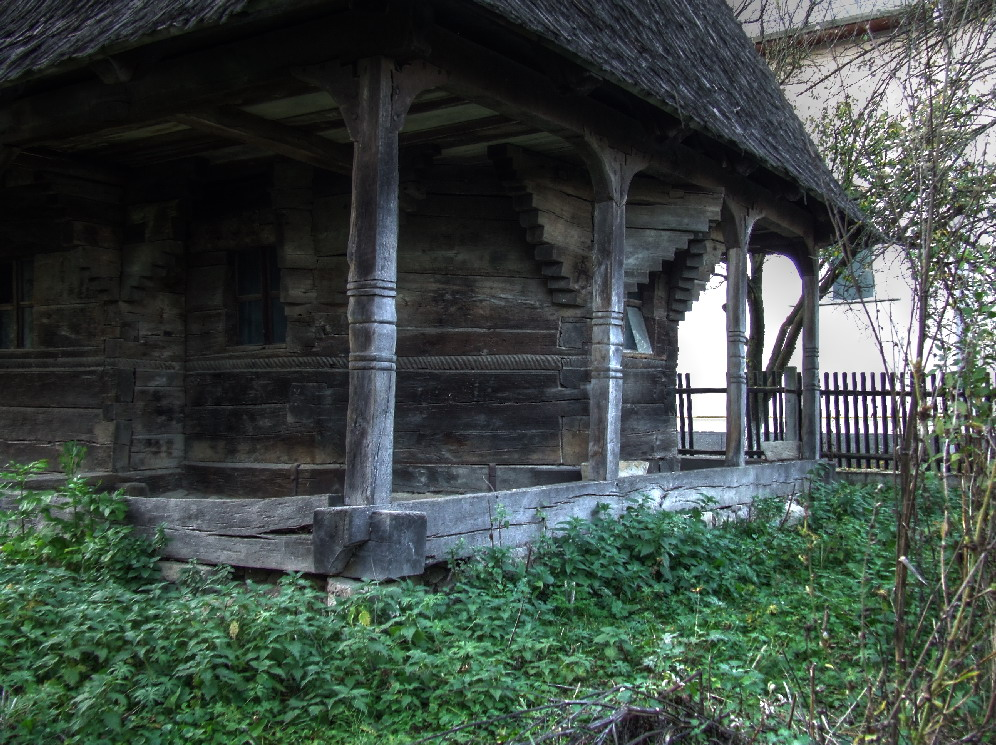
Vedere din sud-est a absidei altarului
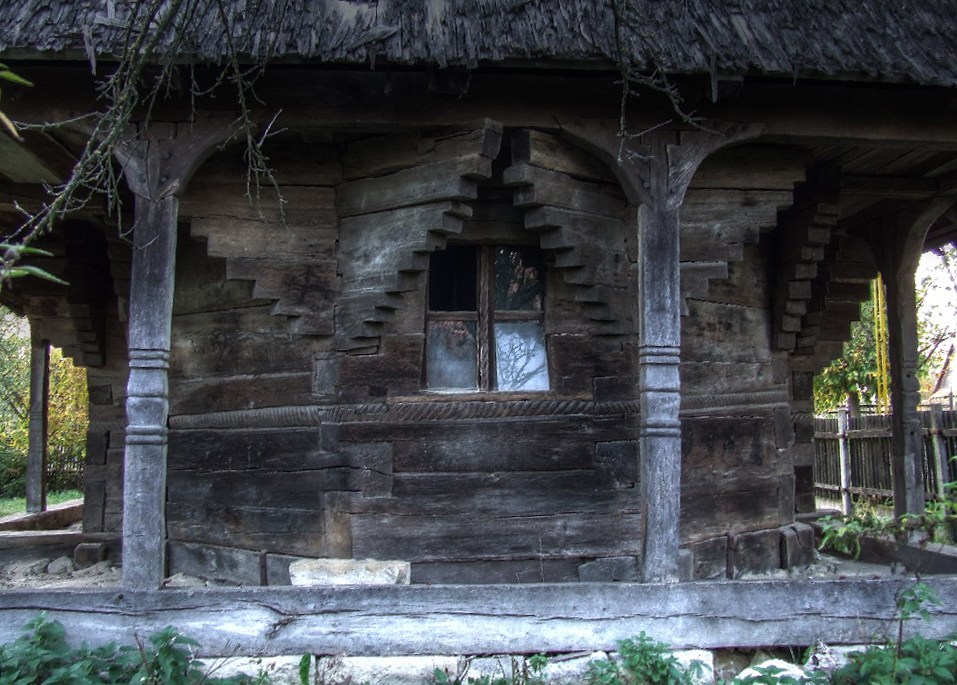
Vedere din est a absidei altarului
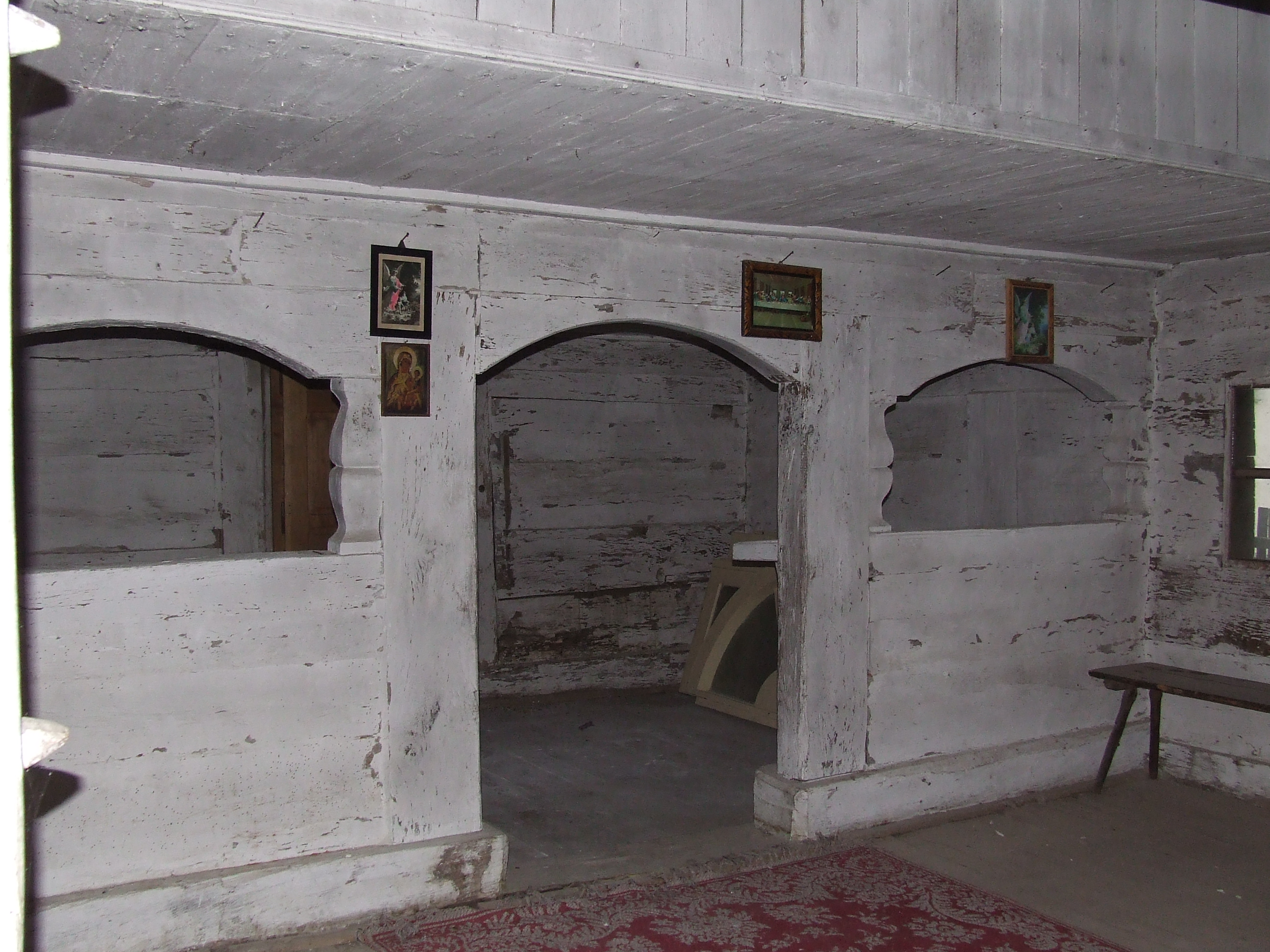
Peretele despărțitor dintre naos și pronaos. Vedere din naos
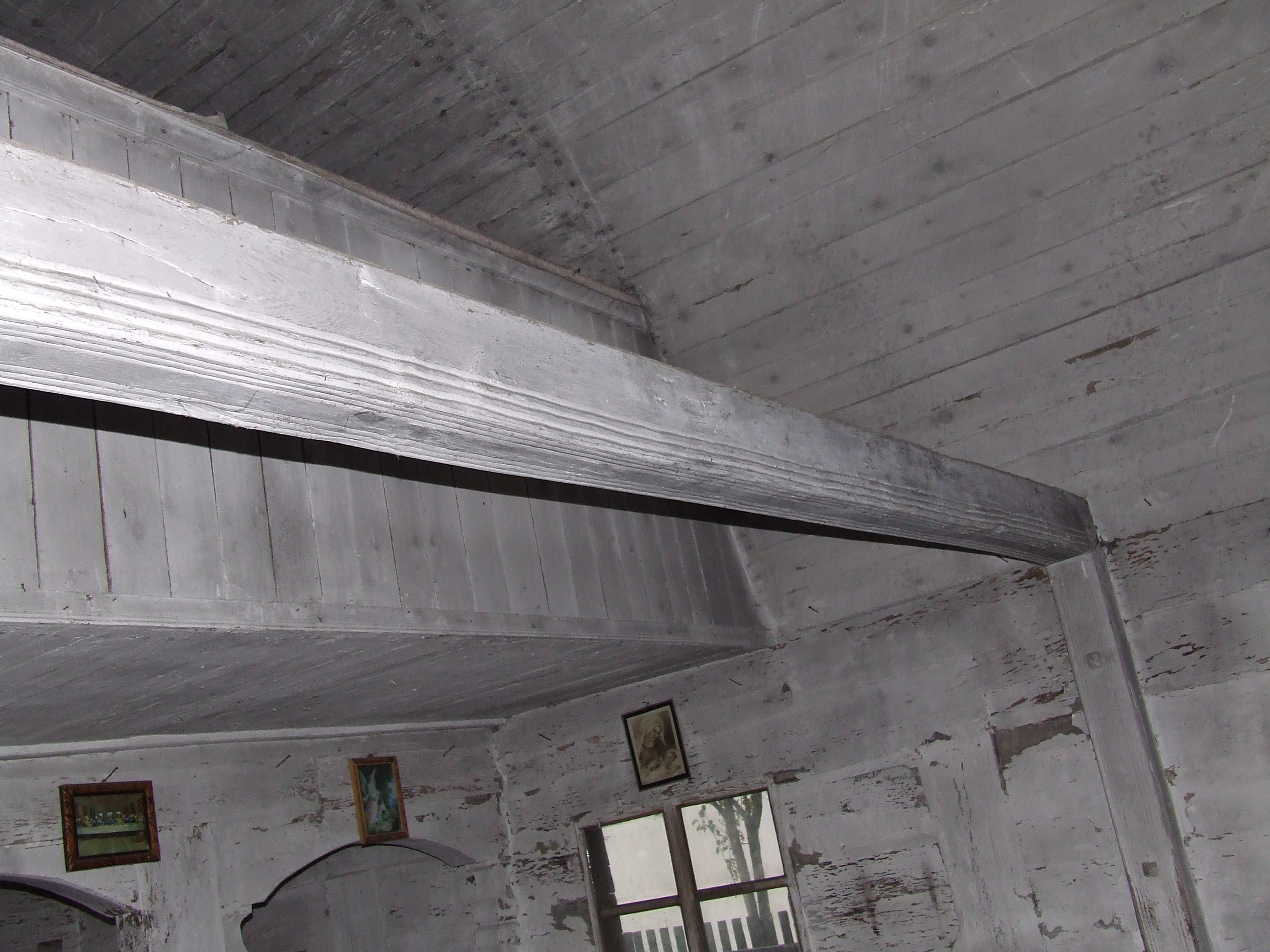
Grindă
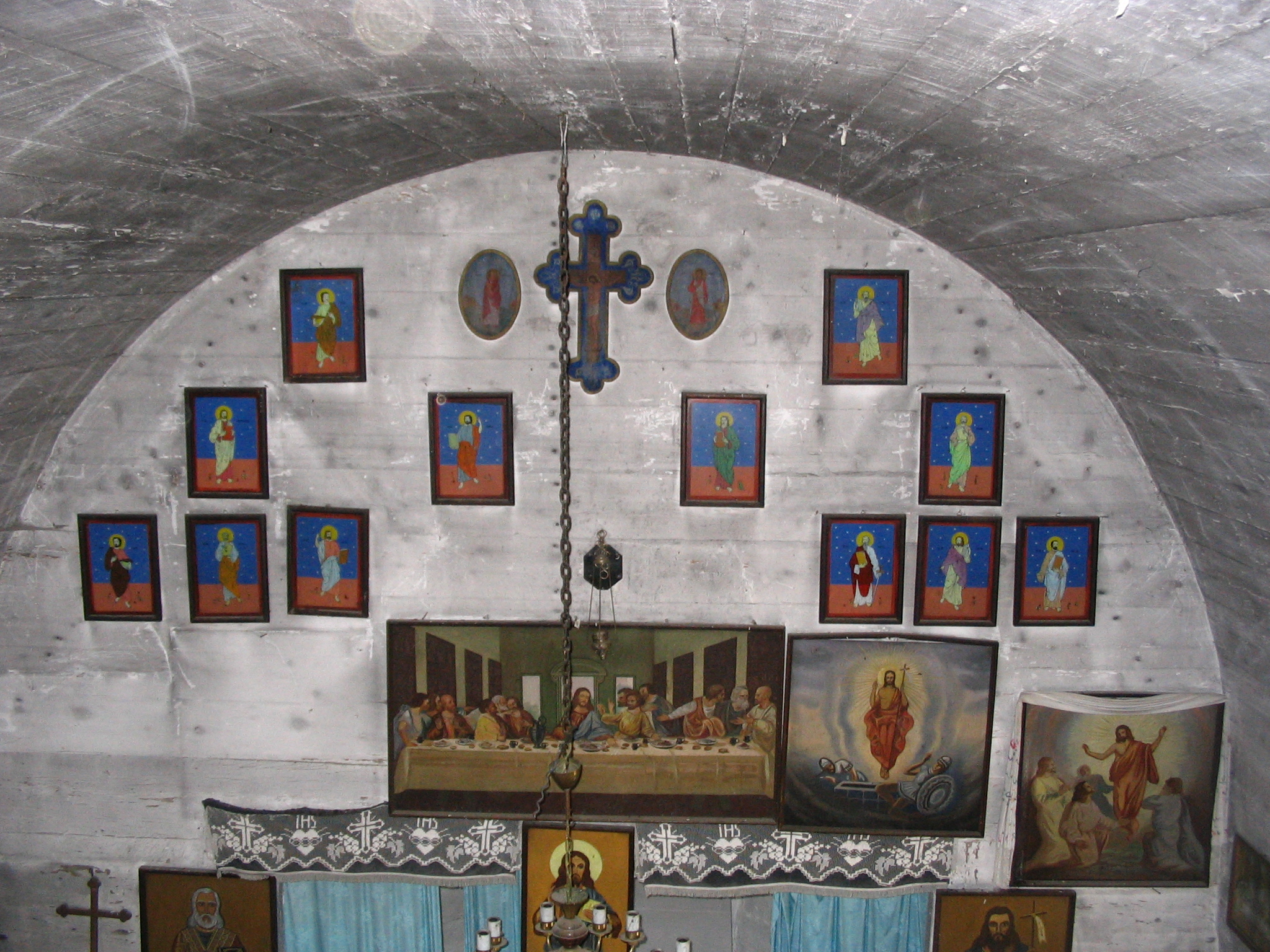
Iconostas
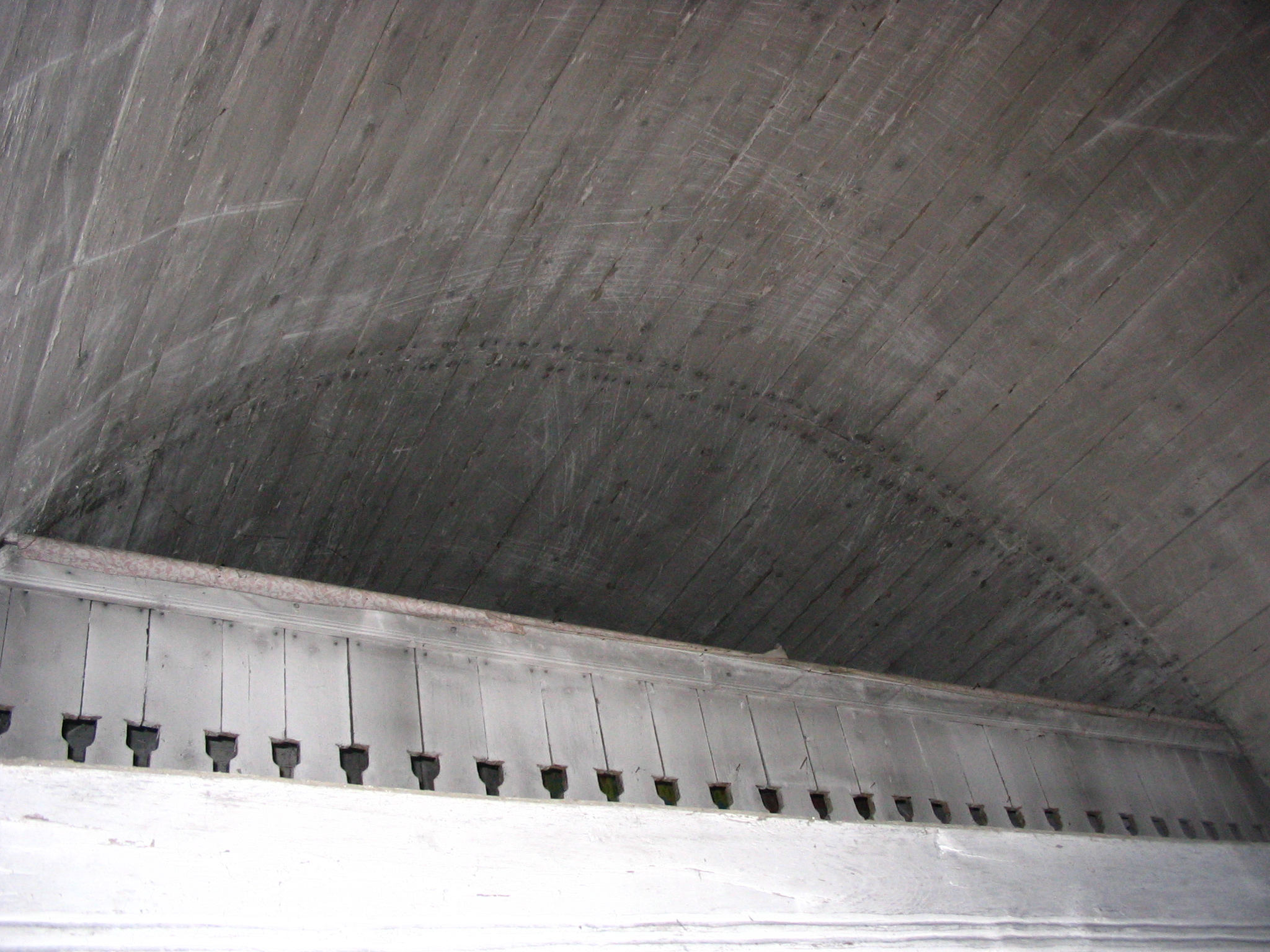
Bolta naosului și corul
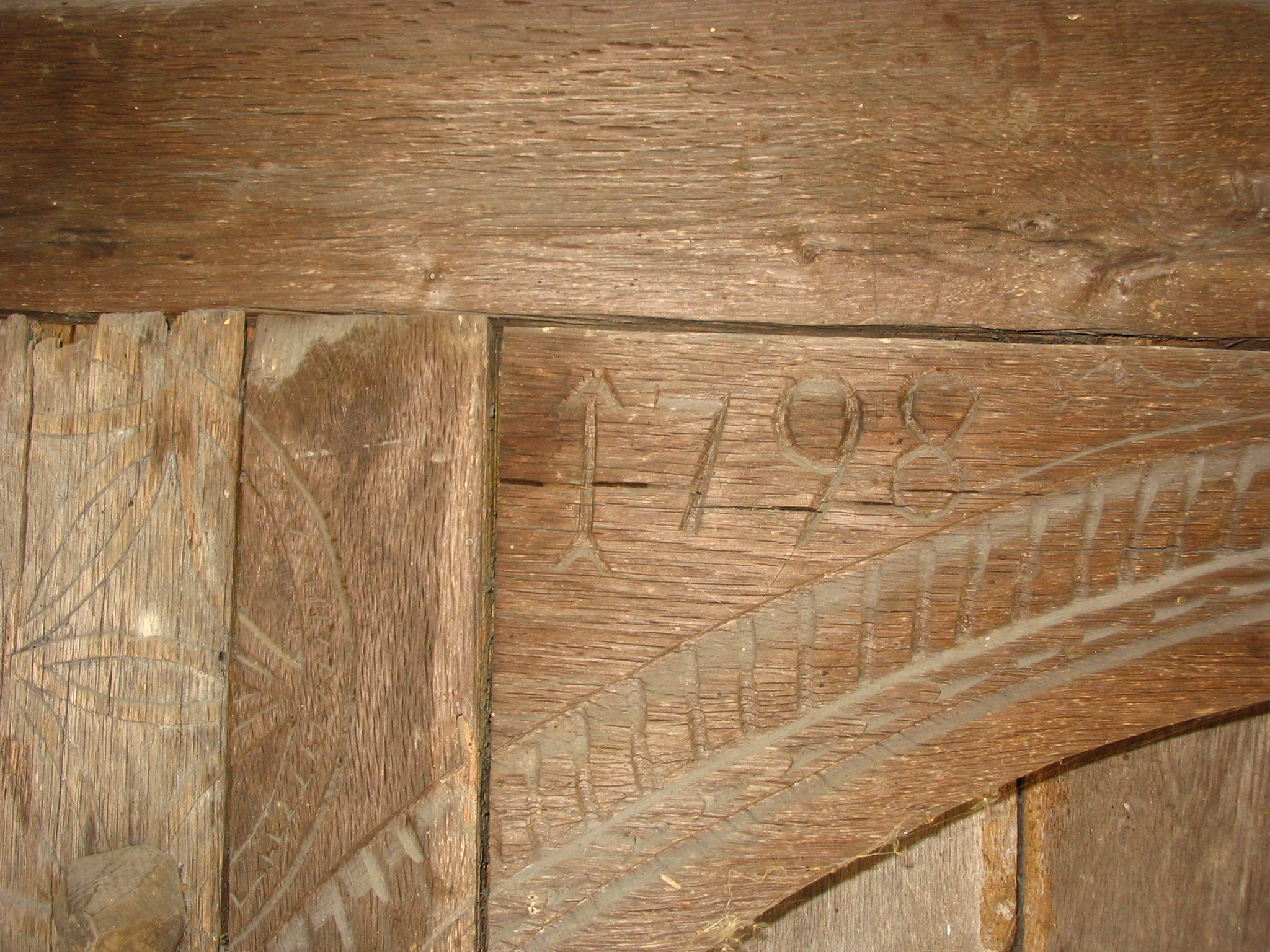
Inscripție ce datează biserica
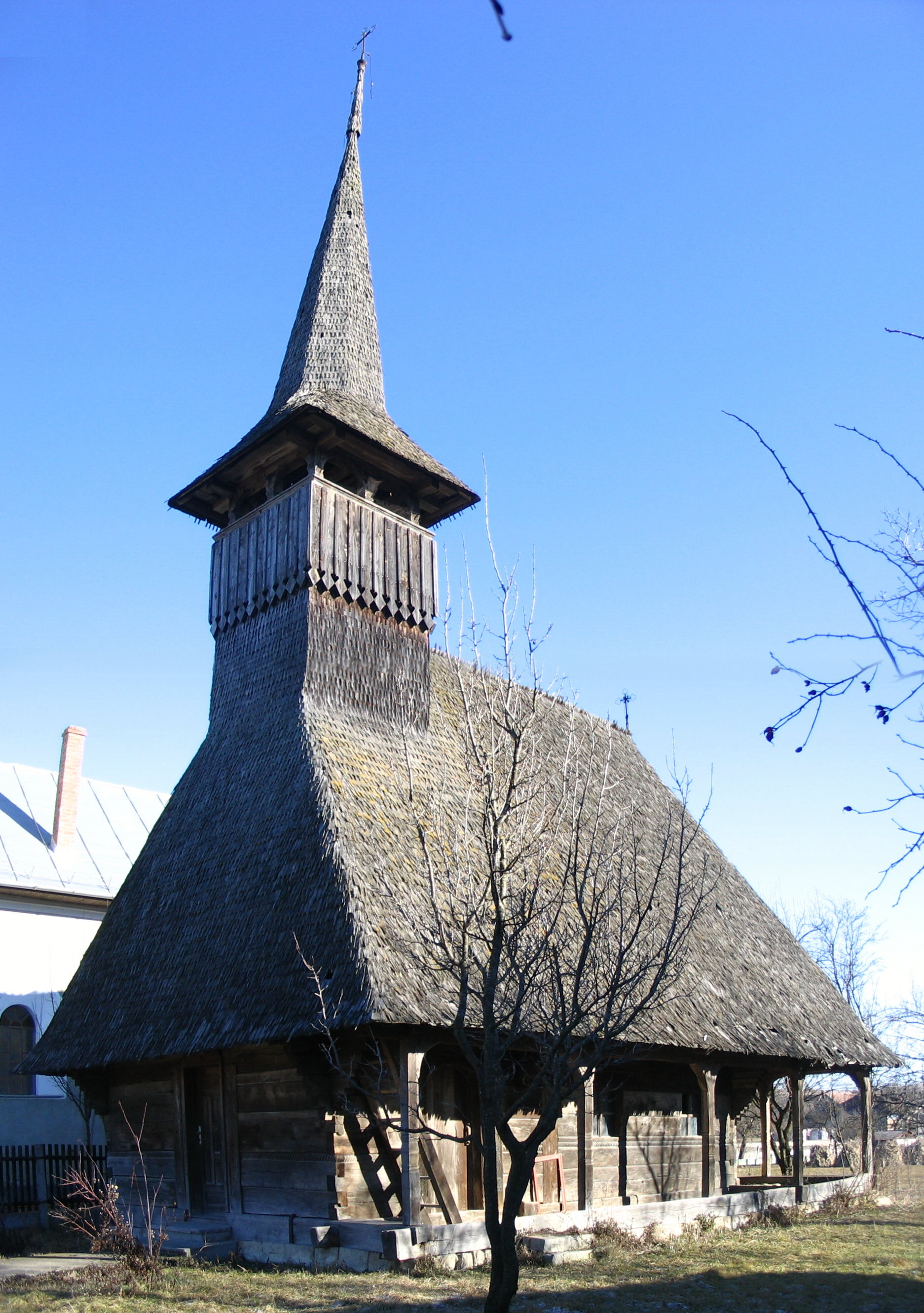
Vedere de ansamblu, 2006
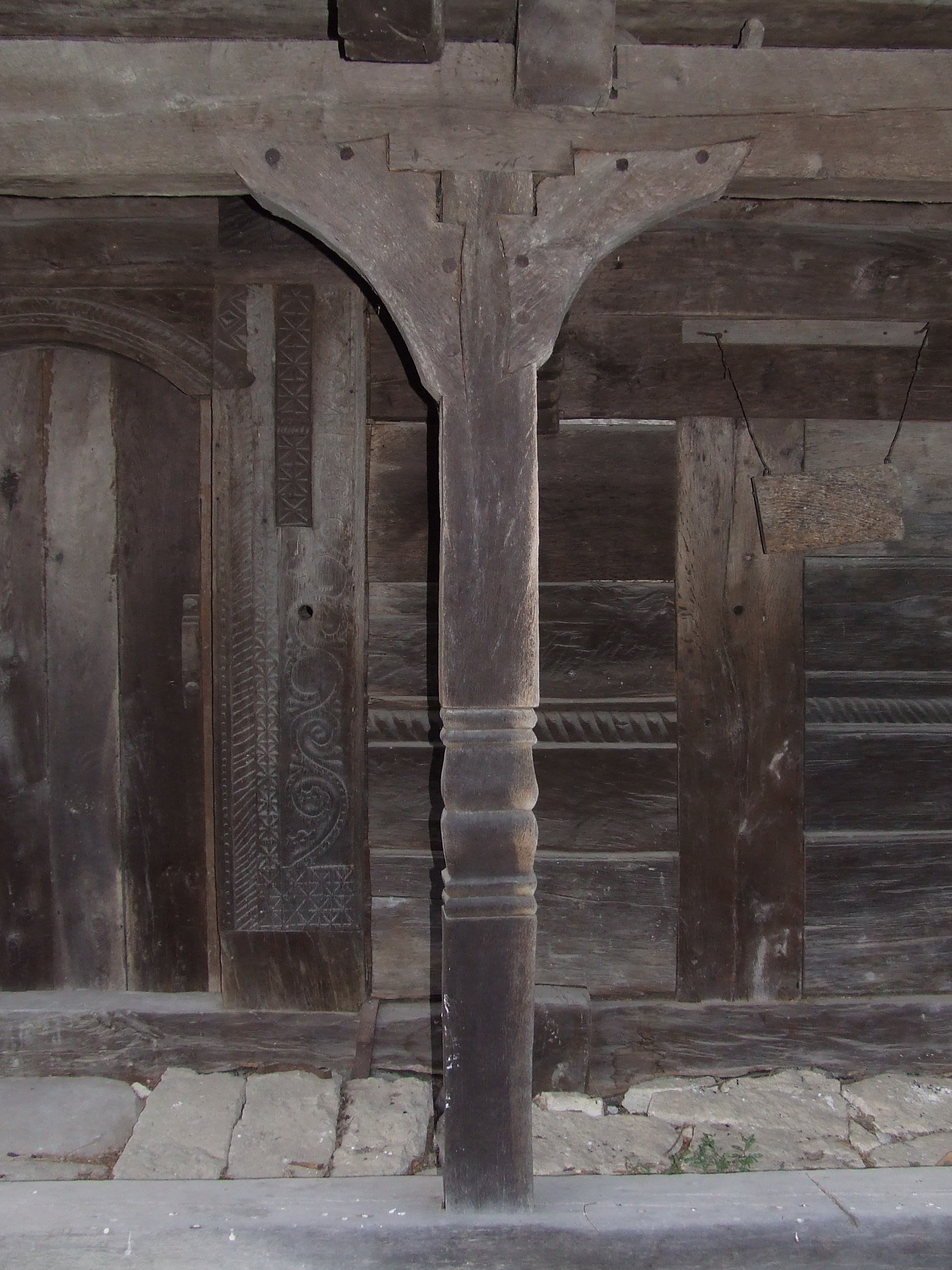
Stâlp de la prispă
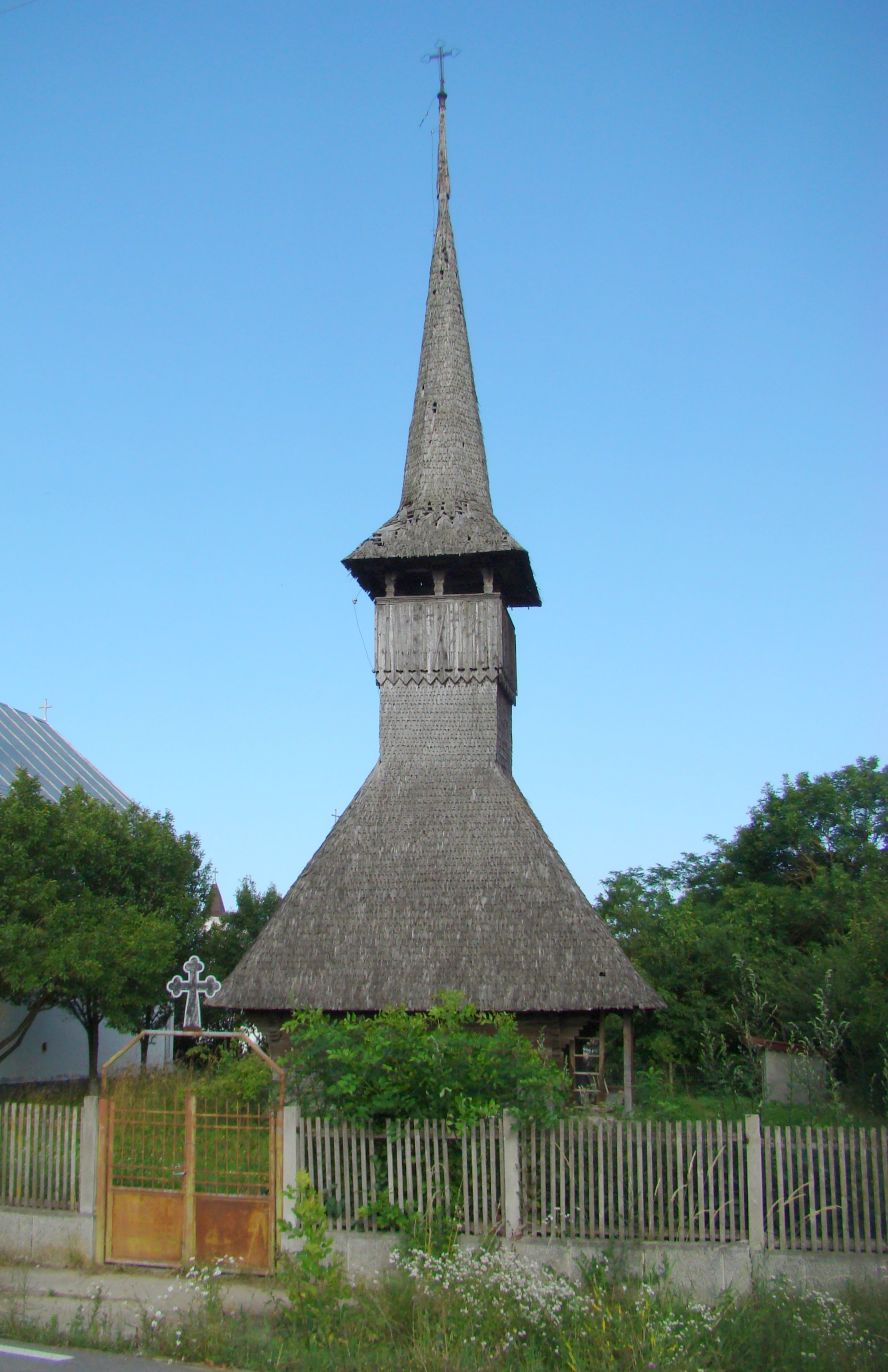
Vedere din vest
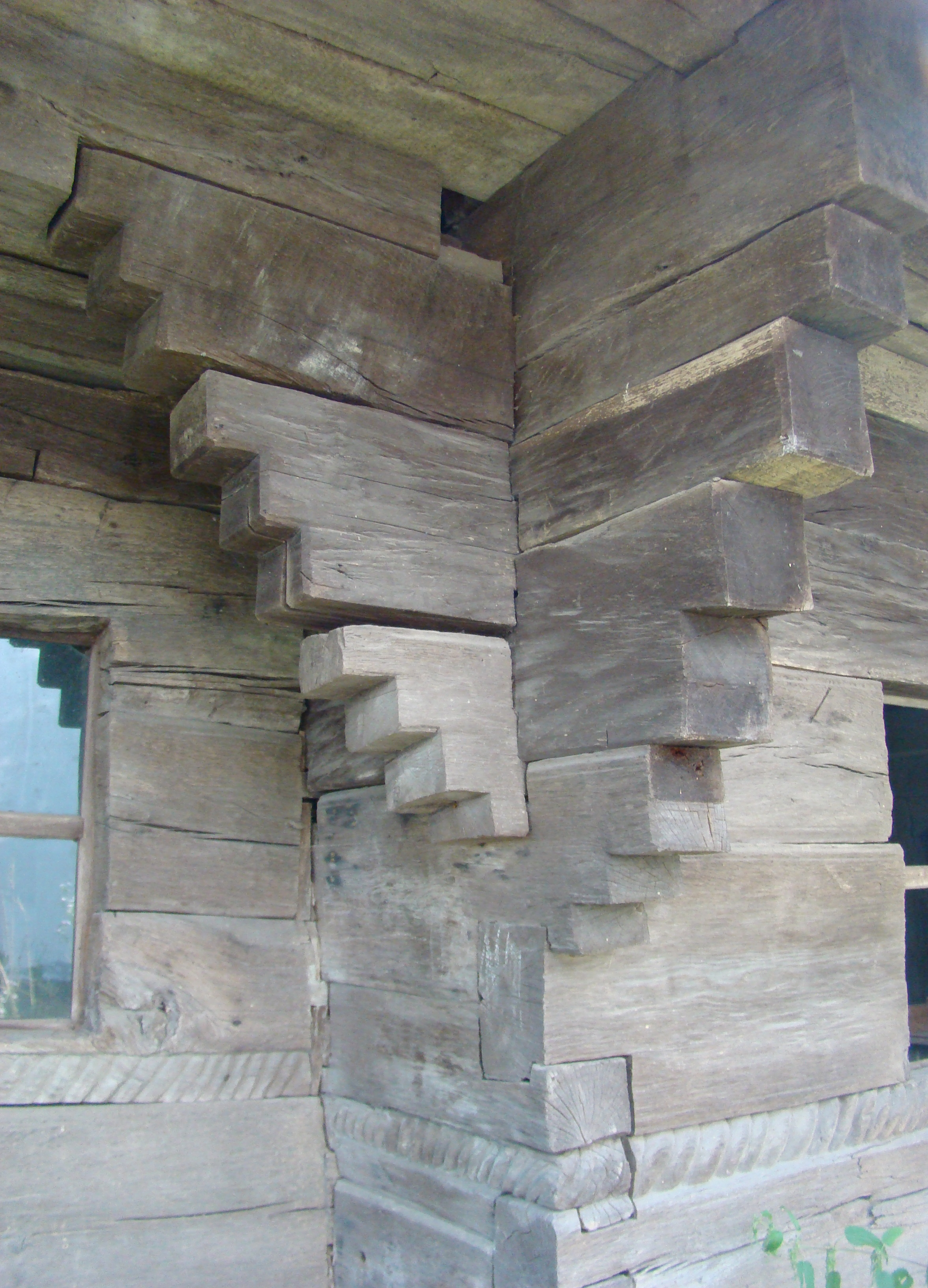
Console în trepte
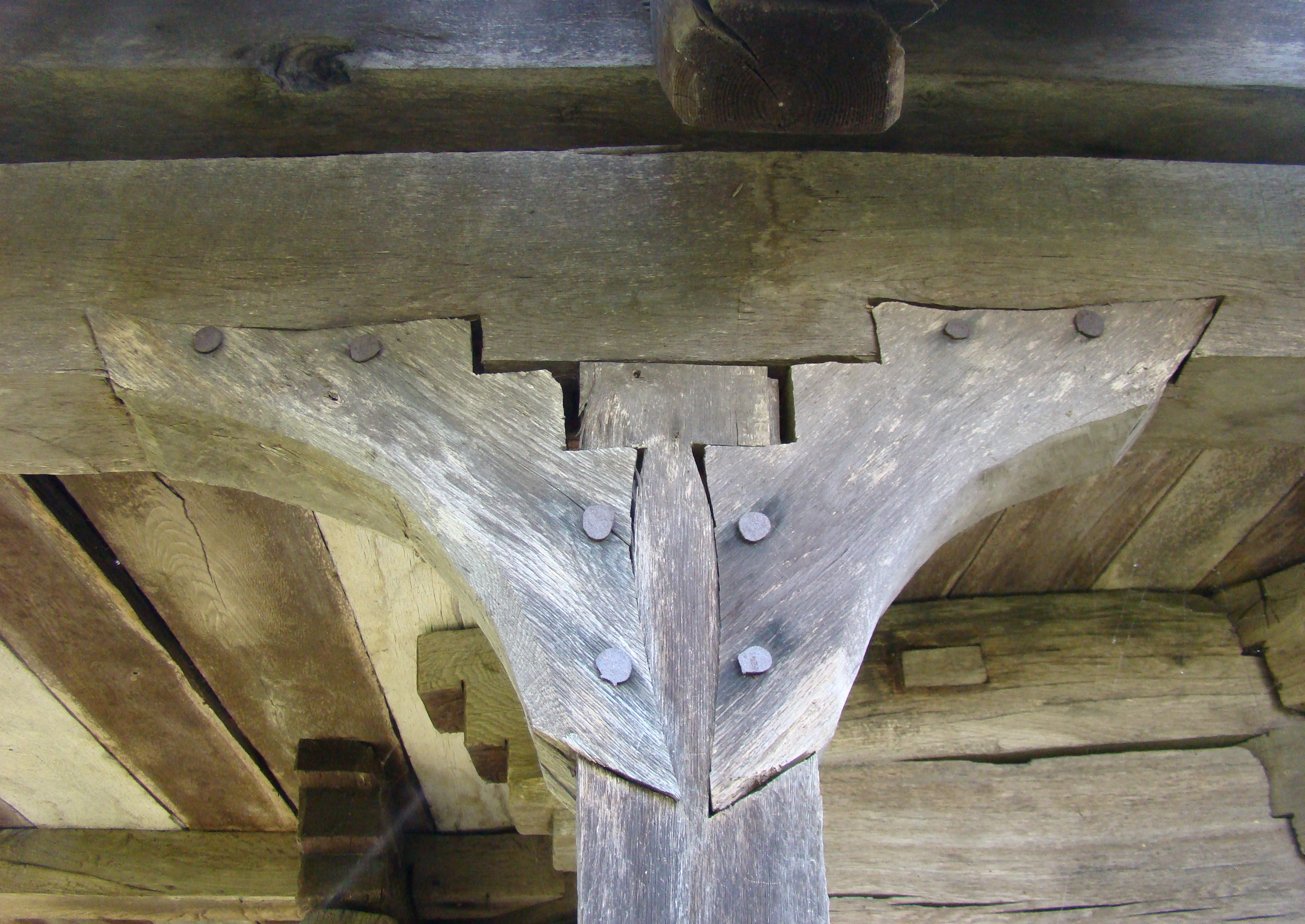
Stâlp la pridvor
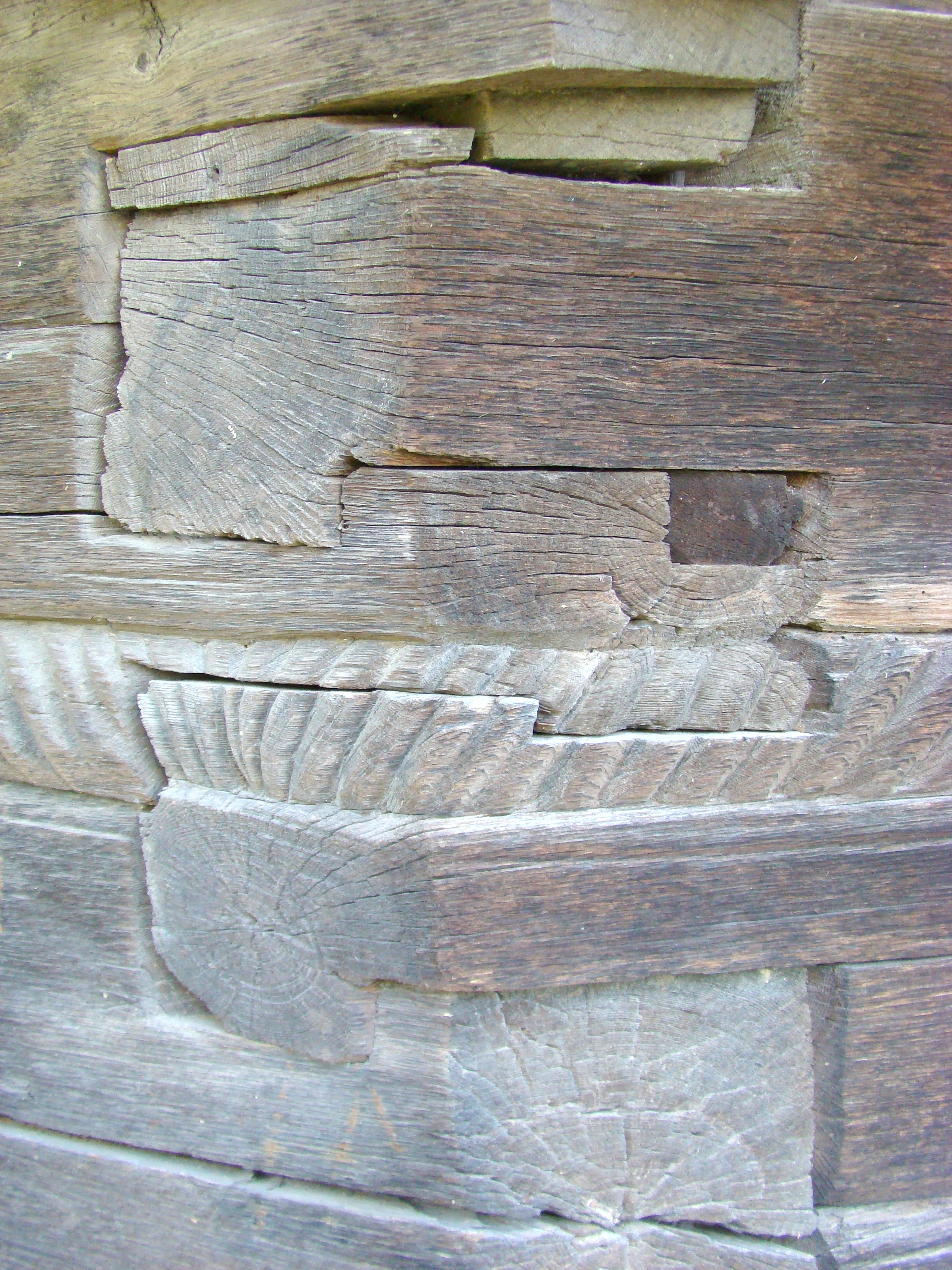
Brâul median și îmbinări
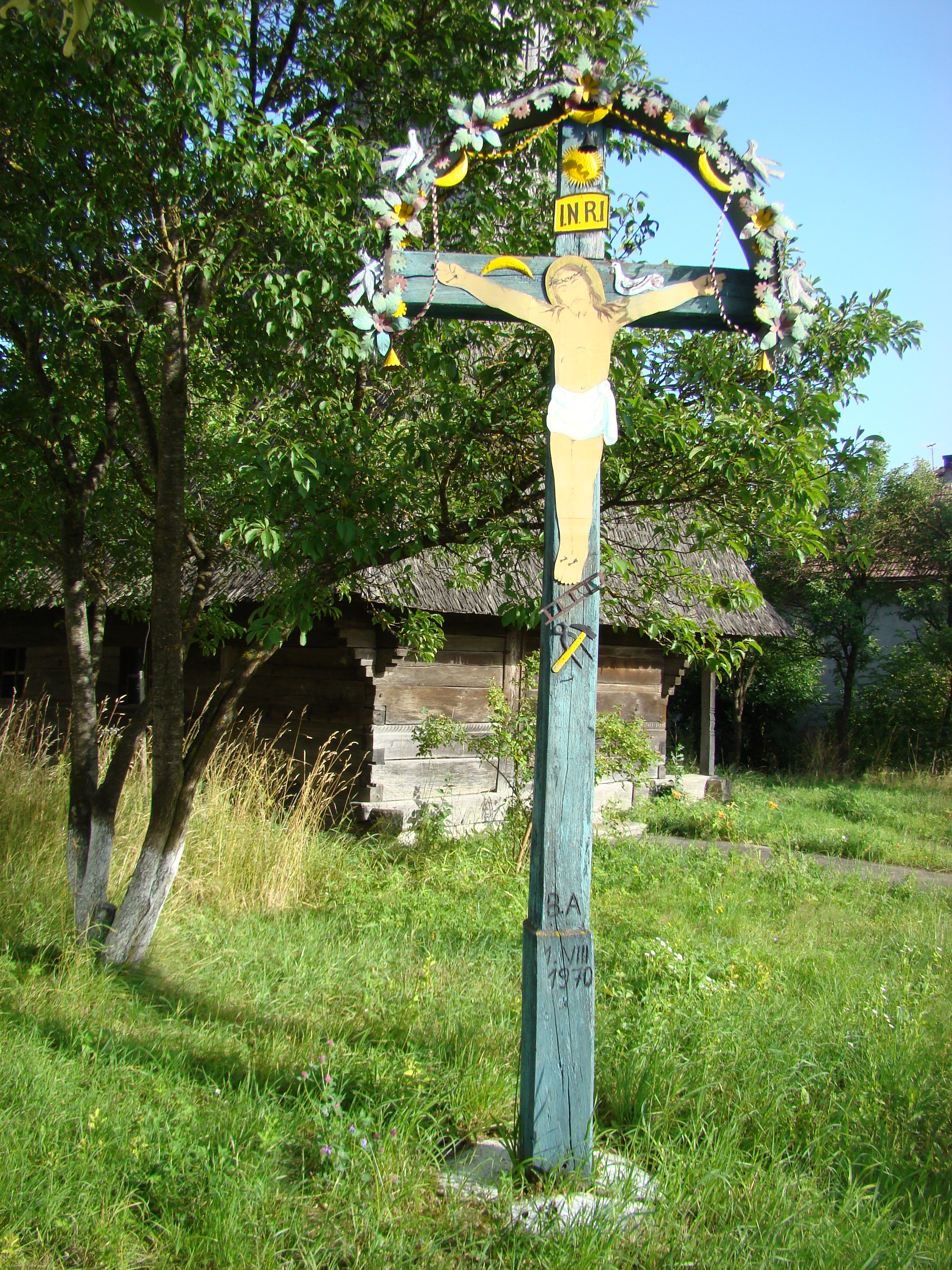
Troița